# Tetiana Vodopianova
Tetiana Vodopianova –en ucraniano, Тетяна Водоп'янова– (Rokytne, 11 de enero de 1973) es una deportista ucraniana que compitió en biatlón. Ganó cinco medallas en el Campeonato Mundial de Biatlón entre los años 1996 y 2001, y dos medallas de plata en el Campeonato Europeo de Biatlón, en los años 1995 y 1996.

## Palmarés internacional
| Campeonato Mundial | Campeonato Mundial      | Campeonato Mundial | Campeonato Mundial |
| Año                | Lugar                   | Medalla            | Prueba             |
| ------------------ | ----------------------- | ------------------ | ------------------ |
| 1996               | Ruhpolding (Alemania)   | Medalla de plata   | Equipo             |
| 1996               | Ruhpolding (Alemania)   | Medalla de bronce  | Relevos            |
| 1997               | Osrblie (Eslovaquia)    | Medalla de bronce  | Equipo             |
| 2000               | Oslo (Noruega)          | Medalla de bronce  | Relevos            |
| 2001               | Pokljuka (Eslovenia)    | Medalla de bronce  | Relevos            |
| Campeonato Europeo |                         |                    |                    |
| Año                | Lugar                   | Medalla            | Prueba             |
| 1995               | Grand-Bornand (Francia) | Medalla de plata   | Relevos            |
| 1996               | Val Ridanna (Italia)    | Medalla de plata   | Relevos            |